# Surface de Fermi
 (novembre 2013).
Si vous disposez d'ouvrages ou d'articles de référence ou si vous connaissez des sites web de qualité traitant du thème abordé ici, merci de compléter l'article en donnant les références utiles à sa vérifiabilité et en les liant à la section « Notes et références ».
En mécanique quantique et en physique de la matière condensée, la surface de Fermi est une limite abstraite utile pour prédire les caractéristiques électriques, magnétiques, etc. de matériaux, en particulier des métaux.

## Introduction
La description de la surface de Fermi ne se fait pas dans le réseau cristallin réel, mais dans le réseau réciproque où l'énergie peut être directement exprimée en fonction de la quantité de mouvement. Le réseau réciproque est obtenu par une transformée de Fourier du réseau réel et est un outil indispensable pour la description des propriétés d'un solide en physique.
Considérons le cas d'un métal quelconque. La théorie des bandes impose que la bande de valence est "remplie" avec des électrons jusqu'à une énergie bien précise, appelée énergie de Fermi et notée {\displaystyle E_{F}}. Par le principe de dualité onde-corpuscule, il est possible de décrire l'énergie de chaque électron par un vecteur d'onde qui lui est associé, noté {\displaystyle k}. Les électrons possédant une énergie égale à l'énergie de Fermi ont ainsi un vecteur d'onde dont la norme est donnée par {\displaystyle k_{F}={\frac {\sqrt {2mE_{F}}}{\hbar }}}. L'ensemble de ces vecteurs forme une surface fermée dans le réseau réciproque appelée surface de Fermi.
Dans un métal, les propriétés électriques, magnétiques et thermodynamiques dépendent des changements d'énergie des électrons proches de l'énergie de Fermi. Ainsi, ces propriétés sont déterminées par la forme de la surface de Fermi. Celle-ci devient donc un instrument adéquat pour comprendre les propriétés physiques des métaux.